# Philautus namdaphaensis
Philautus namdaphaensis és una espècie de granota que es troba a l'Índia i, possiblement també, a Myanmar.
Està amenaçada d'extinció per la pèrdua del seu hàbitat natural.